# 真相吧！花花萬物
《真相吧！花花萬物》，是優酷網、中天綜合台的一個談話性綜藝節目。
台灣由friDay影音獨家同步跟播第二季。

## 歷史
自從2016年《康熙來了》停播之後，徐熙娣接任詹仁雄所製作的網絡綜藝節目《姐姐好餓》擔任主持人，蔡康永則是繼續在辯論節目《奇葩說》接任導師。2018年4月20日兩人一同現身記者會，宣告主持優酷節目《坦白吧！花花世界》。
該節目改名為《真相吧！花花萬物》宣傳片在2018年6月11日公開發佈，訂於同月29日正式首播。並預計錄製1季共10集，而單集製作費約新台幣5千萬元。節目會規劃出不同的理財主題，邀請明星談論消費的觀念和習慣。
2018年6月29日該節目的新浪微博官方帳號上，公告首播时间待定，这已经是第二次宣布改档。
第二季於2019年8月6日播出，2019年9月24日第二季暫時停播。2019年11月26日播出第二季最後一集。
第三季於2019年12月3日播出，2020年3月31日，第三季最後一集。

## 外部連結
- 真相吧！花花萬物的新浪微博
- 豆瓣电影上《真相吧！花花萬物》的資料 （简体中文）
- YouTube上的《真相吧！花花萬物》ETtoday星光雲/官方平台播放列表

| 臺灣 中天綜合台 每週日 20:00－22:00               | 臺灣 中天綜合台 每週日 20:00－22:00                 | 臺灣 中天綜合台 每週日 20:00－22:00 |
| ------------------------------------------------- | --------------------------------------------------- | ----------------------------------- |
|                                                   | 真相吧！花花萬物 （2018年10月21日－2018年12月23日） |                                     |
| 中餐厅（第一季） （2018年8月5日－2018年10月14日） | 中餐厅（第二季） （2019年1月6日－2019年3月24日）    |                                     |